# Alberto Pessoa
Alberto José Pessoa (* 15. April 1919 in Figueira da Foz; † 1985 in Lissabon) war ein portugiesischer Architekt.

## Werdegang

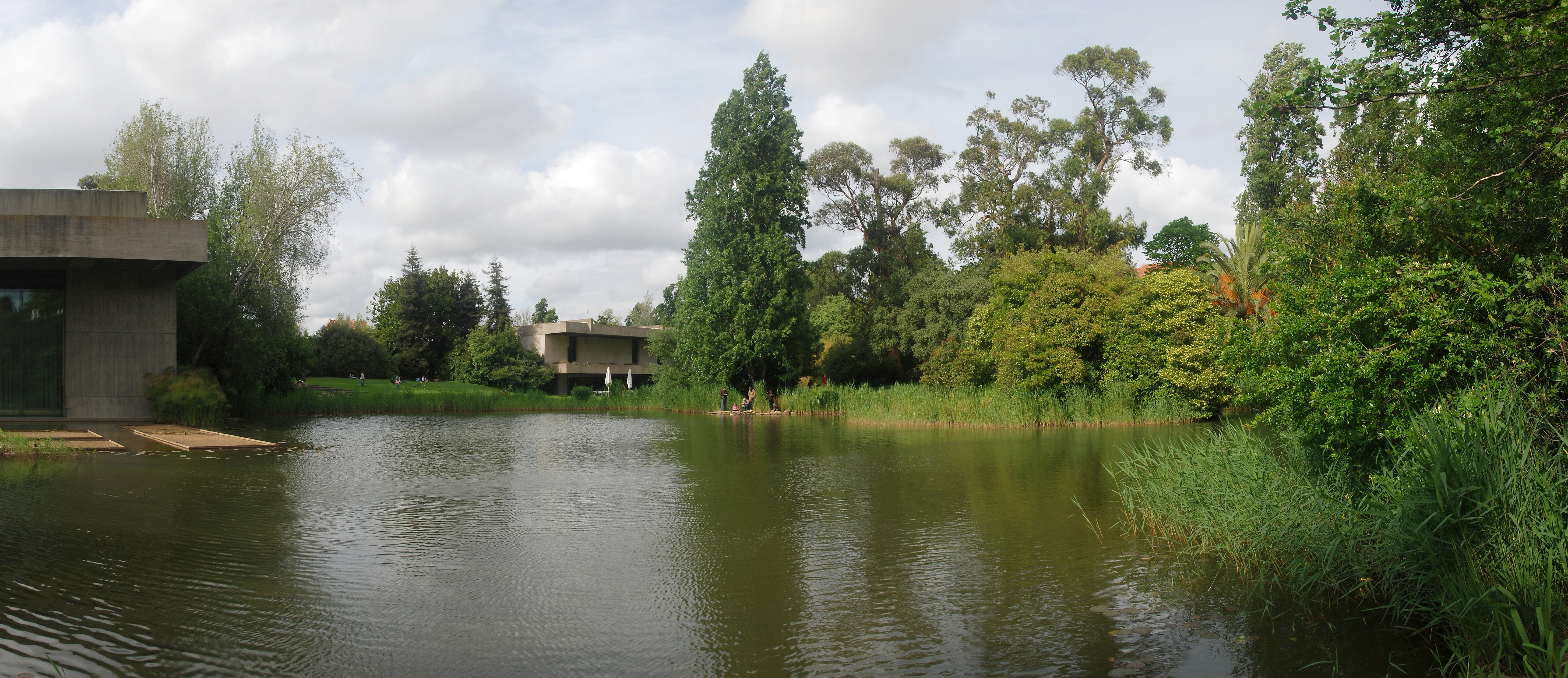
Garden of the Gulbenkian Foundation and Museum

Pessoa schloss 1943 das Studium der Architektur an der Faculdade de Belas-Artes der Universität Lissabon ab. Als Berater der Baukommission der Universität Coimbra leitete er den Umbau der Zentralbibliothek der Philosophischen Fakultät. 1950 wurde er erstmals für ein Haus in Restelo mit dem Prémio Valmor ausgezeichnet. Im gleichen Jahr kehrte er für zehn Jahre als Dozent an die Universität Lissabon zurück.
1975 erhielt er gemeinsam mit Ruy Jervis Athouguia, Pedro Cid, Gonçalo Ribeiro Telles und António Viana Barreto für die Errichtung des Geländes der Gulbenkian-Stiftung ein zweites Mal den Prémio Valmor.
Er war Mitglied des Architektenkollektivs Iniciativas Culturais Arte e Técnica (ICAT) und einer der Direktoren des Magazins Arquitectura.

## Bauten
- 1947: Städtebauliche Planung der Praça Pasteur und Avenida de Paris, Lissabon
- 1955: Wohnsiedlung Avenida Infante Santo, Lissabon
- 1958–1959: Associação Académica de Coimbra
- 1959–1969: Museu Calouste Gulbenkian und Sitz der Fundação Calouste Gulbenkian, Lissabon